# Quattro Giorni di Dunkerque 2000
La Quattro Giorni di Dunkerque 2000, quarantaseiesima edizione della corsa, si svolse dal 2 al 7 maggio su un percorso di 966 km ripartiti in 7 tappe, con partenza e arrivo a Dunkerque. Fu vinta dallo svedese Martin Rittsel della Memory Card-Jack & Jones davanti al lituano Arturas Kasputis e al sudafricano Robert Hunter.

## Tappe
| Tappa  | Data     | Percorso                                          | km    | Vincitore di tappa | Leader cl. generale |
| ------ | -------- | ------------------------------------------------- | ----- | ------------------ | ------------------- |
| 1ª     | 2 maggio | Dunkerque > Ostenda                               | 172,2 | Arvis Piziks       | Arvis Piziks        |
| 2ª     | 3 maggio | Boulogne-sur-Mer > Boulogne-sur-Mer               | 166,2 | Arturas Kasputis   | Arturas Kasputis    |
| 3ª     | 4 maggio | Boulogne-sur-Mer > Béthune                        | 186,2 | Jean-Patrick Nazon | Arturas Kasputis    |
| 4ª     | 5 maggio | Saint-Amand-les-Eaux > Saint-Amand-les-Eaux       | 138   | Giancarlo Raimondi | Arturas Kasputis    |
| 5ª     | 6 maggio | Lillers > Westouter                               | 188   | Fred Rodriguez     | Martin Rittsel      |
| 6ª     | 7 maggio | Grande-Synthe > Grande-Synthe (cron. individuale) | 11,3  | Dylan Casey        | Martin Rittsel      |
| 7ª     | 7 maggio | Grande-Synthe > Dunkerque                         | 104,4 | Jaan Kirsipuu      | Martin Rittsel      |
| Totale | Totale   | Totale                                            | 966   |                    |                     |

## Dettagli delle tappe

### 1ª tappa
- 2 maggio: Dunkerque > Ostenda – 172,2 km

| Pos. | Corridore        | Squadra         | Tempo    |
| ---- | ---------------- | --------------- | -------- |
| 1    | Arvis Piziks     | Memory Card     | 4h16'00" |
| 2    | Magnus Bäckstedt | Crédit Agricole | a 11"    |
| 3    | Stéphane Barthe  | AG2R            | s.t.     |

| Pos. | Corridore        | Squadra         | Tempo    |
| ---- | ---------------- | --------------- | -------- |
| 1    | Arvis Piziks     | Memory Card     | 4h15'49" |
| 2    | Magnus Bäckstedt | Crédit Agricole | a 13"    |
| 3    | Stéphane Barthe  | AG2R            | a 15"    |

### 2ª tappa
- 3 maggio: Boulogne-sur-Mer > Boulogne-sur-Mer – 166,2 km

| Pos. | Corridore         | Squadra      | Tempo    |
| ---- | ----------------- | ------------ | -------- |
| 1    | Arturas Kasputis  | AG2R         | 4h16'43" |
| 2    | Andrei Tchmil     | Lotto-Adecco | a 35"    |
| 3    | Christophe Moreau | Festina      | s.t.     |

| Pos. | Corridore        | Squadra         | Tempo    |
| ---- | ---------------- | --------------- | -------- |
| 1    | Arturas Kasputis | AG2R            | 8h33'30" |
| 2    | Arvis Piziks     | Memory Card     | a 18"    |
| 3    | Magnus Bäckstedt | Crédit Agricole | a 34"    |

### 3ª tappa
- 4 maggio: Boulogne-sur-Mer > Béthune – 186,2 km

| Pos. | Corridore          | Squadra  | Tempo    |
| ---- | ------------------ | -------- | -------- |
| 1    | Jean-Patrick Nazon | FDJ      | 4h19'09" |
| 2    | Jo Planckaert      | Cofidis  | s.t.     |
| 3    | Saulius Ruškys     | VC Saint | s.t.     |

| Pos. | Corridore        | Squadra         | Tempo     |
| ---- | ---------------- | --------------- | --------- |
| 1    | Arturas Kasputis | AG2R            | 12h52'39" |
| 2    | Arvis Piziks     | Memory Card     | a 18"     |
| 3    | Magnus Bäckstedt | Crédit Agricole | a 34"     |

### 4ª tappa
- 5 maggio: Saint-Amand-les-Eaux > Saint-Amand-les-Eaux – 138 km

| Pos. | Corridore          | Squadra       | Tempo    |
| ---- | ------------------ | ------------- | -------- |
| 1    | Giancarlo Raimondi | Liquigas-Pata | 3h08'57" |
| 2    | Jaan Kirsipuu      | AG2R          | s.t.     |
| 3    | Robert Hunter      | Lampre-Daikin | s.t.     |

| Pos. | Corridore        | Squadra         | Tempo     |
| ---- | ---------------- | --------------- | --------- |
| 1    | Arturas Kasputis | AG2R            | 16h01'36" |
| 2    | Arvis Piziks     | Memory Card     | a 18"     |
| 3    | Magnus Bäckstedt | Crédit Agricole | a 31"     |

### 5ª tappa
- 6 maggio: Lillers > Westouter – 188 km

| Pos. | Corridore      | Squadra     | Tempo    |
| ---- | -------------- | ----------- | -------- |
| 1    | Fred Rodriguez | Mapei       | 4h20'12" |
| 2    | Jo Planckaert  | Cofidis     | s.t.     |
| 3    | Martin Rittsel | Memory Card | a 3"     |

| Pos. | Corridore        | Squadra     | Tempo     |
| ---- | ---------------- | ----------- | --------- |
| 1    | Martin Rittsel   | Memory Card | 20h22'29" |
| 2    | Arturas Kasputis | AG2R        | a 20"     |
| 3    | Arvis Piziks     | Memory Card | s.t.      |

### 6ª tappa
- 7 maggio: Grande-Synthe > Grande-Synthe (cron. individuale) – 11,3 km

| Pos. | Corridore      | Squadra         | Tempo  |
| ---- | -------------- | --------------- | ------ |
| 1    | Dylan Casey    | US Postal       | 13'41" |
| 2    | Chris Boardman | Crédit Agricole | s.t.   |
| 3    | Marty Jemison  | US Postal       | a 5"   |

| Pos. | Corridore        | Squadra       | Tempo     |
| ---- | ---------------- | ------------- | --------- |
| 1    | Martin Rittsel   | Memory Card   | 22h36'19" |
| 2    | Arturas Kasputis | AG2R          | a 24"     |
| 3    | Robert Hunter    | Lampre-Daikin | a 1'06"   |

### 7ª tappa
- 7 maggio: Grande-Synthe > Dunkerque – 104,4 km

| Pos. | Corridore      | Squadra         | Tempo    |
| ---- | -------------- | --------------- | -------- |
| 1    | Jaan Kirsipuu  | AG2R            | 2h15'48" |
| 2    | Jeremy Hunt    | Big Mat         | s.t.     |
| 3    | Stuart O'Grady | Crédit Agricole | s.t.     |

| Pos. | Corridore        | Squadra       | Tempo     |
| ---- | ---------------- | ------------- | --------- |
| 1    | Martin Rittsel   | Memory Card   | 22h52'07" |
| 2    | Arturas Kasputis | AG2R          | a 24"     |
| 3    | Robert Hunter    | Lampre-Daikin | a 1'06"   |

## Classifiche finali

### Classifica generale
| Pos. | Corridore         | Squadra                   | Tempo     |
| ---- | ----------------- | ------------------------- | --------- |
| 1    | Martin Rittsel    | Memory Card-Jack & Jones  | 22h52'07" |
| 2    | Arturas Kasputis  | Ag2r Prévoyance-Décathlon | a 24"     |
| 3    | Robert Hunter     | Lampre-Daikin             | a 1'06"   |
| 4    | Christophe Moreau | Festina                   | a 1'10"   |
| 5    | Magnus Bäckstedt  | Crédit Agricole           | a 1'13"   |
| 6    | Michael Sandstød  | Memory Card-Jack & Jones  | a 1'23"   |
| 7    | Stéphane Barthe   | Ag2r Prévoyance-Décathlon | a 1'25"   |
| 8    | Andrei Tchmil     | Lotto-Adecco              | a 1'26"   |
| 9    | Dylan Casey       | US Postal Service         | a 1'27"   |
| 10   | Fred Rodriguez    | Mapei-Quick Step          | s.t.      |